# GSC148-2861
GSC148-2861 — хімічно пекулярна зоря спектрального класу B9, що має видиму зоряну величину в смузі V приблизно  9,1.

## Пекулярний хімічний вміст
Зоряна атмосфера GSC148-2861 має підвищений вміст 
Si
.